# Sixways Stadium
Sixways Stadium é um estádio localizado em Worcester, Inglaterra, Reino Unido, possui capacidade total para 11.499 pessoas, é a casa do time de rugby Worcester Warriors. O estádio foi inaugurado em 1975, passando por uma reforma em 2008.